# Complesso archeologico battriano-margiano

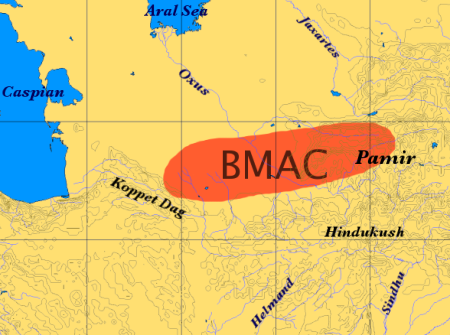
L'estensione del BMAC

Il Complesso archeologico battriano-margiano (BMAC, abbreviazione dall'inglese Bactrian–Margianan Archaeological Complex) o Civiltà dell'Oxus è il nome che designa una cultura dell'Asia centrale risalente all'età del bronzo, datata fra il 2200 e il 1700 a.C. ed estesa nei territori dell'odierno Turkmenistan, Afghanistan settentrionale, Iran nord-orientale, Uzbekistan meridionale e Tagikistan occidentale, che corrisponde approssimativamente all'area geografica dell'antica Battriana (area della moderna Balkh) e della Margiana, il nome greco che designava la satrapia persiana di Margu (la cui capitale era Merv). I siti appartenenti a questa cultura furono scoperti dall'archeologo sovietico Viktor Sarianidi nel 1976 e si trovano per lo più lungo il fiume Amu Darya, noto ai Greci con il nome di Oxus.

## Introduzione

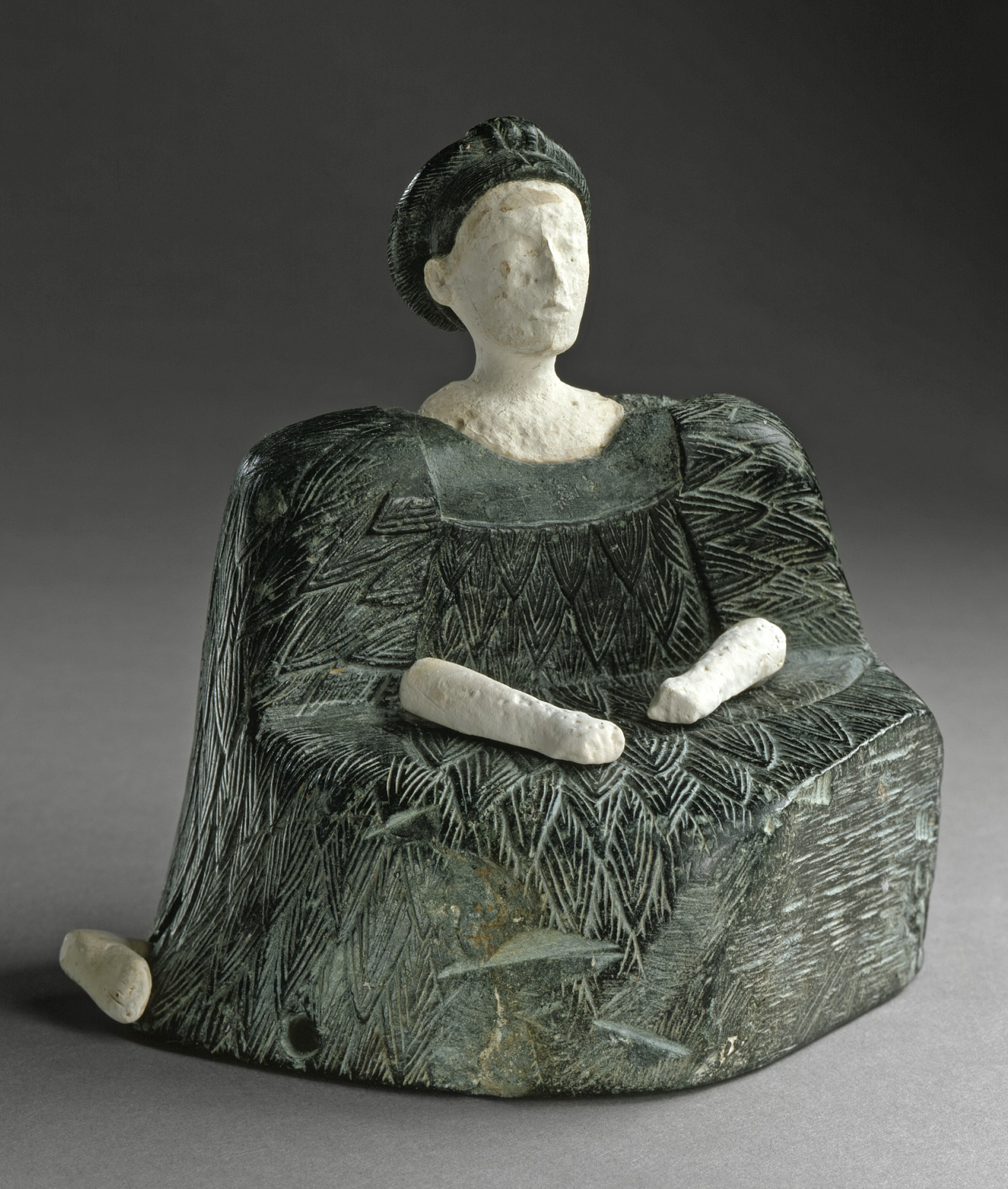
Figura femminile seduta, clorito e calcare, Battria, 2500-1500 a.C. LACMA

Gli scavi diretti dal prof. Viktor Sarianidi a partire dagli anni settanta rivelarono numerose strutture monumentali e siti fortificati tra i quali spicca quello di Namazga-Depe (considerato da Sarianidi il "centro governativo"), Altyn-Depe (interpretata come "capitale secondaria"), Hissar-Depe, Delbarjin, i siti dell'oasi di Dashly, Togolok 21, Gonur, Kelleli, Sapalli-Depe, e Djarkutan. Molti di questi siti presentavano imponenti mura, munite di bastioni e porte fortificate, centri palatini e ricche necropoli. Il BMAC rimase a lungo sconosciuto in Occidente, perché la maggioranza delle pubblicazioni al riguardo era esclusivamente in lingua russa, quasi fino agli anni novanta.

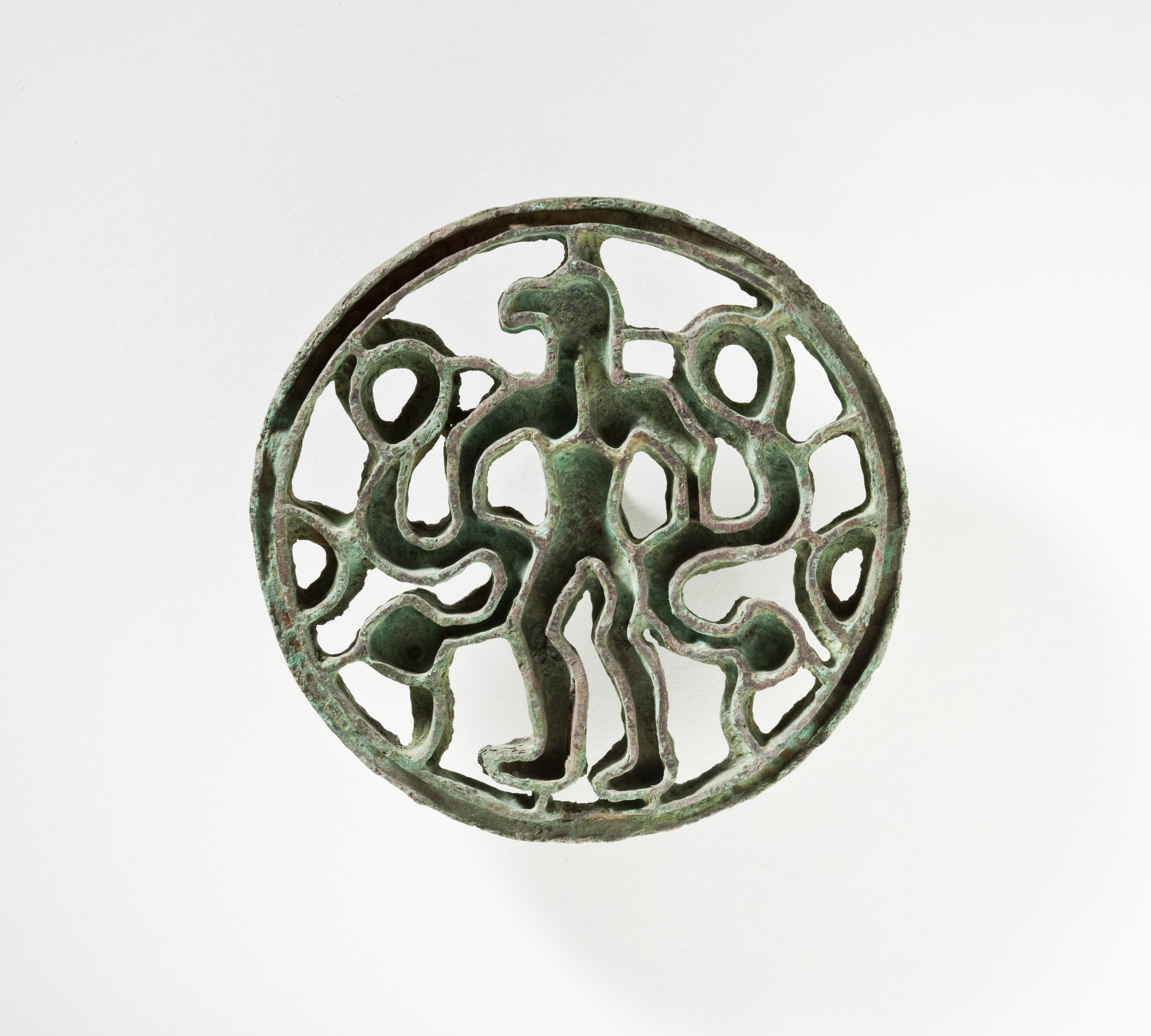
Uomo con testa di uccello e serpenti, bronzo. Afghanistan settentrionale, 2000-1500 a.C. LACMA

## Origini

### Neolitico
Nella pedemontana del Kopet Dag vi sono tracce di insediamenti fin dall'età neolitica. Quest'area è occupata da numerosi tell simili a quelli presenti nella piana di Gorgan in Iran. A Jeitun (o Djeitun) le prime case in mattoni crudi risalgono al 6000 a.C. circa (data calibrata). Questi agricoltori allevavano capre e pecore e coltivavano grano e orzo, originari dell'Asia Sud-occidentale. Jeitun ha dato il nome all'intera età neolitica della pedemontana del Kopet Dag. Nel sito del Tardo Neolitico di Chagylly Depe, gli agricoltori introdussero coltivazioni come quella del grano esaploide e le prime forme di irrigazione in ambienti aridi, che divennero predominanti durante il Calcolitico.

### Calcolitico
Durante l'Età del Rame ci fu un aumento della popolazione in questa regione. Vadim Mikhaĭlovich Masson, che diresse il South Turkmenistan Complex Archaeological Expedition dal 1946, ipotizza uno spostamento di popolazione dall'Iran centrale, che portò con sé varie innovazioni, tra cui la metallurgia. Secondo la sua teoria i nuovi arrivati si mescolarono con la popolazione di Jeitun. I dati provenienti da un nuovo studio del sito di Monjukli Depe nel 2010 testimoniano invece in favore di una forte rottura culturale tra il Tardo Neolitico e il Calcolitico.
Siti di grandi dimensioni sorsero Kara-Depe e Namazga-Depe, mentre siti di dimensioni minori sorsero ad Anau, Dashlyji and Yassy-depe. Siti simili ai livelli antichi di Anau comparvero anche più a est, nell'antico delta del fiume Tedjen, come i siti dell'oasi di Geoksiur. Intorno al 3500 a.C. l'unità culturale si spacco in due stili ceramci: policroma a Occidente (Anau, Kara-Depe and Namazga-Depe) e più austera e monocroma verso Oriente, ad Altyn-Depe e nei siti dell'oasi di Geoksiur. Questo fatto potrebbe riflette l'insorgere di due gruppi tribali.
Intorno al 3000 a.C. si pensa che la popolazione di Geoksiur migrò verso il Delta del fiume Murgha, dove apparvero piccoli siti sparsi nel territorio, e nella Valle dello Zerafshan, nella Transoxiana. In entrambe le aree veniva utilizzata la ceramica tipica di Geoksiur. In Transoxiana si stabilirono a Sarazm vicino a Pendjikent. Più a sud, nel sito di Shahr-i Shōkhta nei pressi del fiume Helmand in Iran sud-orientale sono state rinvenute ceramiche di tipo Altyn-Depe e Geoksiur. Gli agricoltori di Iran, Turkmenistan e Afghanistan erano così connessi tra loro attraverso una rete di villaggi agricoli sparsi.

### Età del bronzo
Nella prima età del bronzo la cultura delle oasi di Kopet Dag e di Altyn-Depe svilupparono una società proto-urbana. Il massimo sviluppo urbano venne raggiunto nella media età del bronzo (2300 a.C.). Questa fase dà il nome BMAC alla cultura.

## Principali siti archeologici della Civiltà dell'Oxus

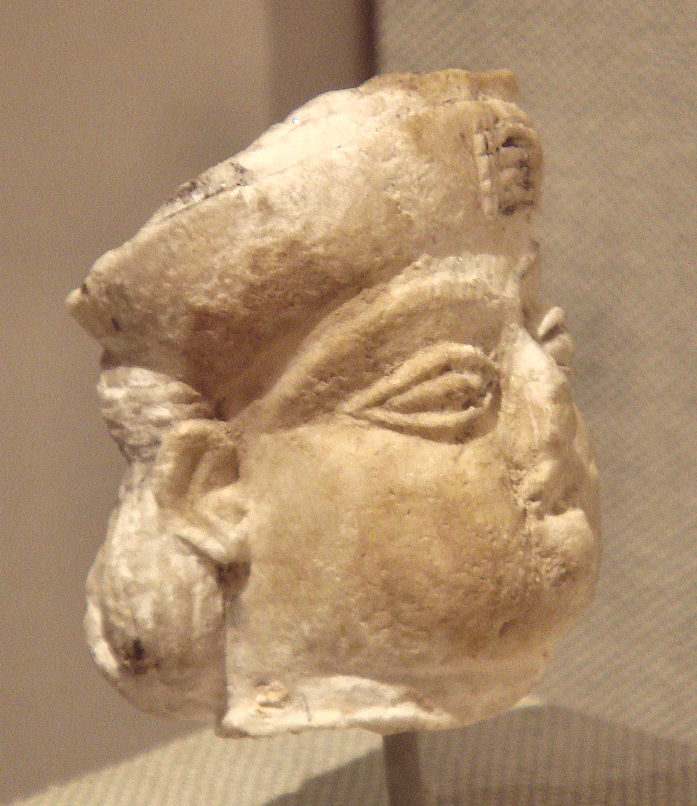
Frammento di scultura

In Afghanistan:
- Dashli
- Khosh Tepe (Fullol)

In Iran:
- Tepe Hissar

In Turkmenistan:
- Altyn Depe
- Gonur Depe
- Jeitun
- Namazga Tepe
- Togolok 21

In Uzbekistan:
- Ayaz Kala
- Djarkutan
- Sappalitepa

## Possibile collegamento con gli Indoiraniani
Verso il 2000 a.C. si assistette ad un incremento nelle relazioni con la più settentrionale cultura di Andronovo. I gruppi Andronovo a più stretto contatto con il BMAC si stabilizzarono e abbandonarono in parte lo stile di vita nomade-pastorale per dedicarsi all'agricoltura dando vita alla cosiddetta cultura di Tazabag'yad. A partire dal 1800 a.C. ceramiche di tipo Andronovo-Tazabag'yad fecero la loro comparsa nel territorio e nei siti del BMAC. Cimiteri kurgan del tipo Vaksh e Bishkent appaiono nelle oasi battriane, le ceramiche rinvenute in questi contesti erano sia del tipo BMAC (tardo) che di tipo Andronovo-Tazabag'yad.
Ciò ha fatto concludere ad alcuni studiosi che la cultura di BMAC, sviluppata nelle sue fasi iniziali fino all'antica-media età del bronzo da agricoltori del medio-oriente, sia stata successivamente infiltrata da elementi indoeuropei indoiranici della cultura di Andronovo provenienti da nord, creando così una cultura mista. Da questa cultura mista partiranno le migrazioni verso sud fino al subcontinente indiano.

## Paleogenetica
Uno studio del 2019 ha analizzato il DNA antico di diversi scheletri BMAC provenienti dai siti dell'età del bronzo di Bustan, Dzharkutan, Gonur Tepe e Sappali Tepe. La popolazione BMAC derivava in gran parte da precedenti popolazioni locali dell'età del rame, a loro volta imparentate con gli agricoltori neolitici dell'altopiano iranico e con i primi agricoltori anatolici, nonché con i cacciatori-raccoglitori della Siberia occidentale (WSHG). I campioni estratti dai siti BMAC non derivavano in alcun modo la loro ascendenza dal popolo della cultura di Jamna, associato ai Protoindoeuropei, sebbene alcuni campioni periferici presentassero già una significativa ascendenza dei pastori delle steppe occidentali simile a quella Jamna, in linea con l'espansione verso sud dei pastori della steppa occidentale dalle culture di Sintashta e Andronovo verso l'Asia centro-meridionale intorno al 2100 a.C. Le culture successive dell'area, in particolare la cultura di Yaz, erano caratterizzate invece da una combinazione di ascendenze BMAC e Jamna/WSH e associate ai primi indo-iranici.